# پانکوو
پانکوو (به آلمانی: Bezirk Pankow) یک منطقهٔ مسکونی در آلمان است که در برلین واقع شده‌است. پانکوو ۳۸۱٬۶۰۲ نفر جمعیت دارد.

## خواهرخوانده
شهرهای کووبژک و اشکلون خواهرخوانده‌های پانکوو هستند.